# سیارک ۷۱۷۶
سیارک ۷۱۷۶ (به انگلیسی: 7176 Kuniji، نامگذاری:1989XH) هفت هزار و صد و هفتاد و ششمین سیارک کشف شده‌است که در ۱ دسامبر ۱۹۸۹ کشف شد.
قدر مطلق سیارک برابر ۱۲٫۴۰ است.